# Takáts Emőd
Takáts Emőd (Komárom, 1942. december 26. – 2021. szeptember 21. körül) szlovákiai magyar színész, rendező, színházigazgató.

## Életpályája
A kassai magyar tanítási nyelvű ipariskolában érettségizett 1961-ben. A színiakadémia előtt kisebb epizódszerepeket is játszott. 1974-ben szerzett rendezői oklevelet a prágai színiakadémián. 1963–1969 között színész, 1973-tól rendező, 1977–1979 között művészeti vezető volt.
1963-től a Magyar Területi Színház színésze, melynek – illetve a Komáromi Jókai Színháznak – nyugdíjba meneteléig tagja maradt. 1979. márciusa és 1989. decembere, valamint 1998. januárja és 1999. júniusa között a komáromi Magyar Területi Színház igazgatója volt. 1992-től a Komáromi Jókai Színház műszaki vezetője és rendezője volt. 1999. nyarától 2004-ig a színház műszaki vezetője. 2004. január 31-től nyugdíjas volt. 
Munkája során főleg a kortárs szerzők darabjait részesítette előnyben, és általában a realista rendezői eljárásokat alkalmazta. Sok szlovákiai magyar szerző és szlovák drámaíró művét állította színpadra. 

## Főbb színházi szerepei
- Nyilas Misi (Móricz Zsigmond: Légy jó mindhalálig – Kassai Csemadok Műkedvelő Színháza a Kassai Állami Színházban)
- White (John Steinbeck: Egerek és emberek)
- Escalus (William Shakespeare: Rómeó és Júlia)
- Giles Gorey (Arthur Miller: A salemi boszorkányok)
- Frangepán (Háy Gyula: Isten, császár, paraszt)

## Főbb rendezései
- Nyikolaj Vasziljevics Gogol: Leánynéző
- Rudi Strahl: Ádám és Éva esete (1974)
- Karel Čapek: A rabló (1974)
- Dávid Teréz: Bölcs Johanna (1975)
- Ján Solovič: Ezüst jaguár (1976)
- Bertolt Brecht: Carrar asszony puskái (1977)
- Szophoklész: Antigoné (1977)
- William Shakespeare: Windsori víg nők (1978)
- Ján Solovič: Aranyeső (1978)
- Egri Viktor: Gedeon-ház (1978)
- Carlo Goldoni: A hazug (1978)
- Sütő András: Egy lócsiszár virágvasárnapja (1979)
- Peter Kováčik: A Zöld Fához címzett fogadó (1981)
- Kmeczkó Mihály: Harc a kutyafejűekkel (1983)
- Vaszilij Suksin: Energikus emberek (1984)
- Lovicsek Béla: Tűzijáték (1985)
- Kertész Ákos: Névnap (1985)
- William Shakespeare: Coriolanus (1986)
- Anton Pavlovics Csehov: Cseresznyéskert (1987)
- Katona József: Bánk bán (1988)
- Lovicsek Béla: Végállomás (1988)
- Sütő András: Káin és Ábel (1989)
- Szép Ernő: Vőlegény (1990)
- Csurka István: Házmestersirató (1991)
- Móricz Zsigmond: Rokonok (1991)
- Carlo Collodi: Pinokkió (1998)
- Jókai Mór: Fekete gyémántok (1998)
- Csokonai Vitéz Mihály: Karnyóné és a két szeleburdiak (1998)

## Könyv
- Hogyan kell rendezni? (módszertani tanácsadó Konrád Józseffel közösen, 1978)

## Díjak, elismerések
- Érdemes művész (Szlovákia), 1987